# 이상재선생생가지
이상재선생생가지(李商在先生生家址)는 대한민국 충청남도 서천군 한산면 종지리에 있는 일제강점기의 이상재 선생의 생가가 있던 곳이다. 1990년 12월 31일 충청남도의 기념물 제84호로 지정되었다.

## 개요
조선 후기 사회 운동가인 이상재(1850∼1927) 선생의 생가가 있던 자리이다.
이상재는 종교가·정치가로 일찌기 기독교에 입교하여 신앙운동을 통해 민족정신을 일깨우고자 노력했다. 고종 18년(1881) 신사유람단의 수행원으로 일본을 시찰하고 돌아와 고종 25년(1888) 전권대신 박정양을 수행하여 주미공사 서기로 부임했다. 미국에 다녀온 뒤, 신문명의 필요성을 절실히 느끼고 광무 2년(1898) 서재필과 함께 독립협회를 조직하여 민중 계몽에 앞장섰다. 1927년 민족주의 진영과 사회주의 진영이 단일 전선을 결성하여 일본과 투쟁할 것을 목표로 신간회를 조직할 때, 창립회장으로 추대되었다. 저서로 논문집 『청년이여』, 『청년위국가지기초』 등이 있다.
선생의 생가는 안채와 사랑채가 있는 초가집으로 앞면 4칸·옆면 2칸 규모이며 대문은 솟을대문을 두었다. 안채는 1800년경에, 사랑채는 1926년경에 지었다고 하나 원래 건물은 1955년에 없어지고 지금 있는 건물은 1972년, 1980년 두 차례에 걸쳐 복원한 것이다. 생가 옆에는 유물전시관이 있어 선생이 생전에 남긴 유물들을 전시하고 있다.